# Fête des célibataires
| Année | USD (×10⁹) | RMB (×10⁹) | Variation |
| ----- | ---------- | ---------- | --------- |
| 2009  | 0,01       | 0,05       | Ø         |
| 2010  | 0,1        | 0,9        | +1 700 %  |
| 2011  | 1          | 5          | +460 %    |
| 2012  | 3          | 19         | +270 %    |
| 2013  | 5          | 35         | +83 %     |
| 2014  | 9          | 57         | +63 %     |
| 2015  | 14         | 91         | +60 %     |
| 2016  | 18         | 120        | +32 %     |
| 2017  | 25         | 170        | +39 %     |
| 2018  | 31         | 210        | +27 %     |

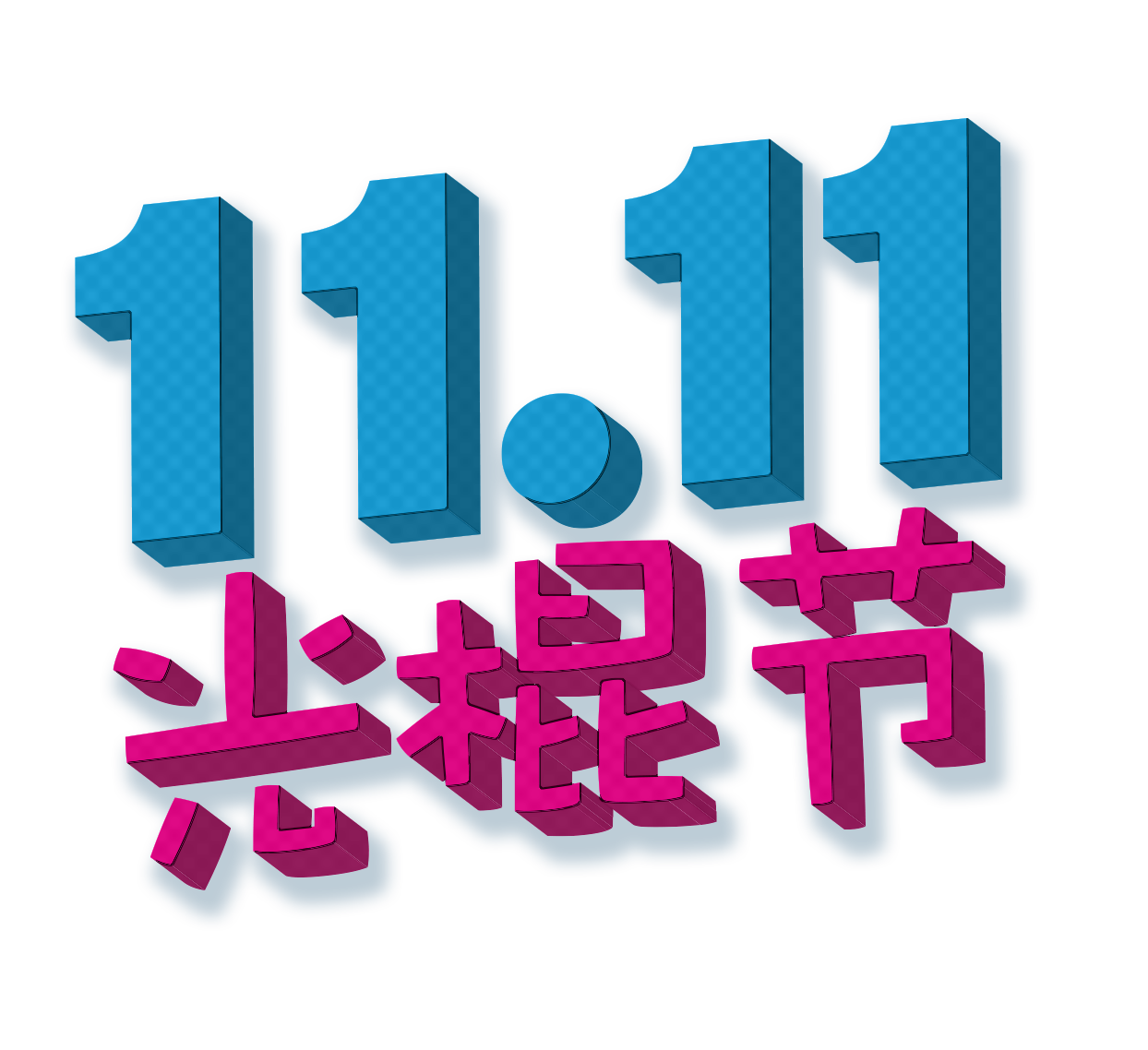
Illustration de la fête des célibataires en Chine.

La fête des célibataires (chinois : 光棍节 ; pinyin : guānggùn jié ; litt. « fête des branches sèches [garçons seuls] », aussi nommé dú shēn jié, « fête du célibataire » ou encore 光棍儿, « homme solitaire ») est un jour de festivité très célébré chez les jeunes Chinois, pour mettre en avant la fierté d'être célibataire et l'occasion aussi de rompre ce célibat. Cette fête fait aussi l'objet d'importantes récupérations commerciales en Chine, en particulier concernant la vente en ligne. Elle est considérée comme l'opération mondiale de promotion commerciale la plus lucrative au monde, devançant le Black Friday[réf. nécessaire].

## Historique
À l'origine, ce sont des étudiants de l'université de Nankin qui, désireux de transposer dans leur pays la fête de la Saint-Valentin, ont lancé cette mode en 1990. La date du 11 novembre (11.11) est choisie car le chiffre « 1 » représente l'individualité.
Pour des raisons techniques, il est temporairement impossible d'afficher le graphique qui aurait dû être présenté ici.

Pour des raisons techniques, il est temporairement impossible d'afficher le graphique qui aurait dû être présenté ici.

### Aspect commercial
Jack Ma, le fondateur du site web de commerce électronique Alibaba.com reprend l'idée et lance en 2009 une grande braderie en ligne sur le concept du Black Friday américain.
Cette fête est considérée à la fin des années 2010 comme l'opération de promotion commerciale générant le plus important chiffre d'affaires au monde, dépassant en valeur celle du Black Friday,. Les ventes des sites du groupe Alibaba, Tmall et Taobao atteignent 4,6 milliards d'euros en 2013, 8,6 milliards en 2014, et  plus de 13 milliards d'euros en 2015. En 2018, le chiffre d'affaires total de la journée communiqué par Alibaba fait état de 213,5 milliards de yuans (27 milliards d'euros) de ventes en l'espace de 24 heures. En 2019, dans la nuit du 10 au 11 novembre, le premier milliard de dollars dépensé sur le site d'Alibaba en lien avec la fête est dépensé en 68 secondes, contre 85 secondes en 2018.
En 2017, l’événement, qui rime avec publicité massive et livraisons en retard, semble perdre un peu de son attrait en Chine caractérisée par une montée en gamme de la consommation. Les Chinois recherchent davantage la qualité des produits et des services, quitte à y mettre le prix, que les offres promotionnelles agressives proposées en ce jour.
En Suisse, la journée des célibataires est un événement culturel qui laisse place à de nombreuses promotions et rabais.

### Hors de Chine
En 2019, le concept commercial est repris en France avec quelques dizaines de magasins proposant des offres sur ce thème ce jour-là.